# Медицинска сестра
Медицинската сестра е специалист по медицина, който се грижи за здравната промоция, поддържането, лечението и възстановяването, подкрепата и грижата за здравето на индивида.
СЗО определя 2020 г. като „година на медицинските сестри и акушерките“.
В България „Медицинска сестра“ е специалност по регулирана професия от професионално направление „Здравни грижи“. Обучението за образователно-квалификационна степен бакалавър се провежда само в редовна форма с продължителност не по-малко от 4 учебни години във висши училища или техните филиали.
12 май, рожденият ден на Флорънс Найтингейл, е международен ден на сестринството, съсловен празник на медицинските сестри.